# Henry Hamilton
Henry Hamilton (ca. 1734– – 29. september 1796) var en britisk general og viceguvernør i Canada under den amerikanske uafhængighedskrig. Behandlingen af ham efter at han blev taget til fange af amerikanske styrker, blev en sag mellem de stridende parter og medførte at udveksling af højere officerer blev standset i to år.
Under krigen opmuntrede Hamilton indianere til at angribe bosætninger med patrioter og fik på grund af denne handling kaldenavnet The Hair-buyer General («hårkøbende general»).